# Harold Bride
Harold Sydney Bride (Londra, 11 gennaio 1890 – Glasgow, 29 aprile 1956) è stato un ufficiale radiotelegrafista britannico, noto per essere stato uno dei due marconisti, insieme al suo superiore Jack Phillips, a bordo del RMS Titanic durante il suo sfortunato viaggio inaugurale.

## Biografia

### Primi anni
Harold Bride nacque a Londra, in Inghilterra, l'11 gennaio 1890. Era il più giovane dei cinque figli di Arthur Bride e Mary Ann Lowe. Bride, dopo aver lasciato la scuola, decise di diventare un marconista, così iniziò a lavorare negli affari di famiglia per contribuire al pagamento per la sua formazione. Nel luglio del 1911 Harold completò la sua formazione nella Marconi Company e iniziò a lavorare come radiotelegrafista sulle navi Haverford, Beaverford, LaFrance, Lusitania e Anselm.

### Titanic

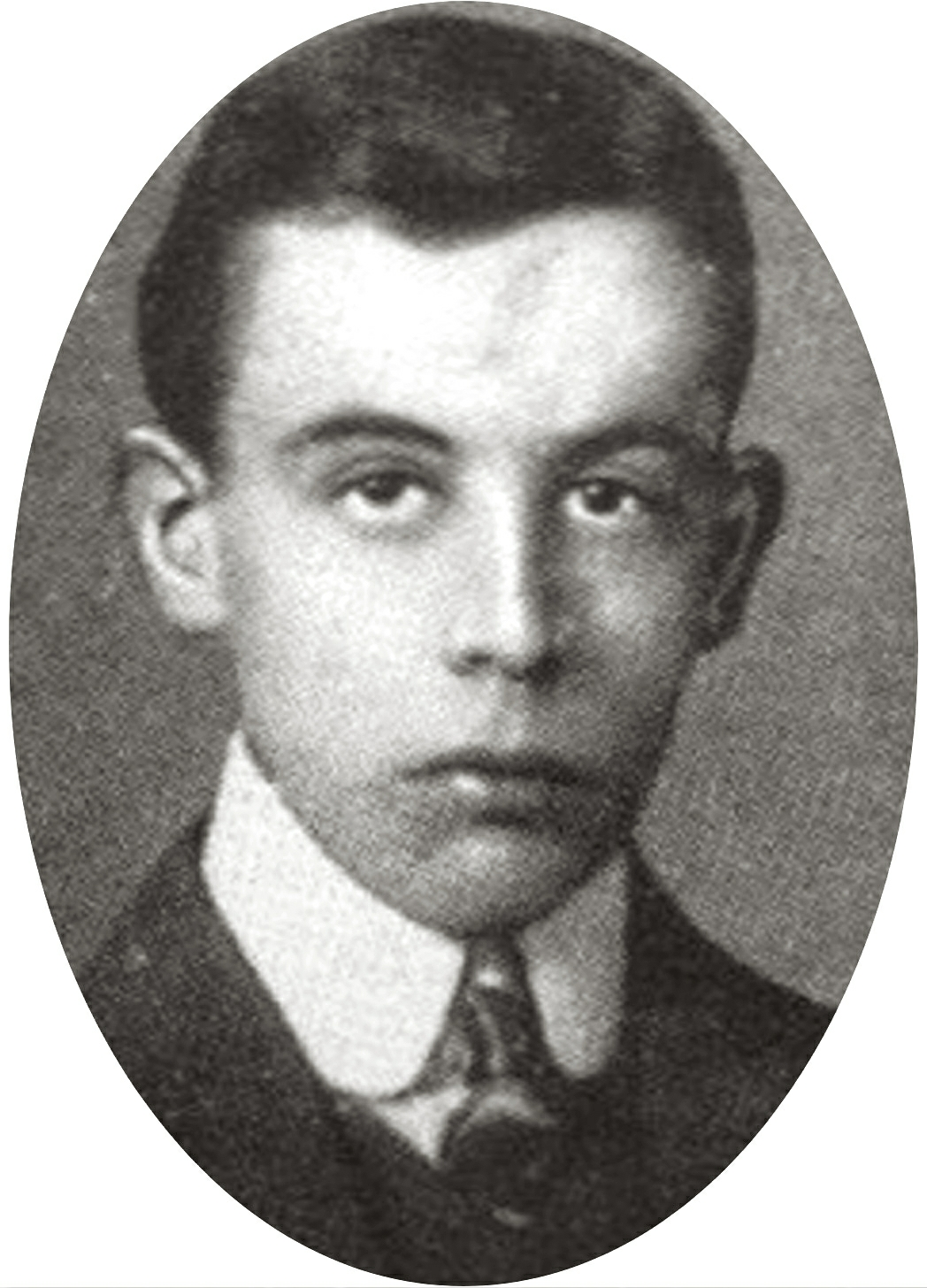
Harold Bride

Nel 1912 Bride venne ingaggiato dalla White Star Line in qualità di allievo ufficiale radiotelegrafista di bordo del RMS Titanic, ancora in allestimento presso i cantieri della Harland & Wolff di Belfast, prima del suo viaggio inaugurale verso New York, che avrebbe avuto inizio intorno al mezzogiorno del 10 aprile. Secondo alcune voci, Harold e Jack Phillips si conoscevano già da prima d'imbarcarsi sul Titanic, ma Bride ha sempre smentito tale affermazione. 
I due svolsero turni di sei ore l'uno, divisi nel seguente modo: Phillips lavorava dalle 08:00 alle 14:00 e dalle 20:00 alle 02:00 mentre Bride dalle 02:00 alle 08:00 e dalle 14:00 alle 20:00. Gli operatori radio si occupavano di inviare e recapitare non solo le segnalazioni relative alle condizioni marine e meteorologiche, ma anche i messaggi personali dei passeggeri a Capo Race, in modo da guadagnare di più. L'11 aprile, i due festeggiarono il 25º compleanno di Phillips con torte e dolci portati dalla prima classe.
Già dalla sera dell'11 aprile e per i tre giorni successivi, i due telegrafisti ricevettero da altre navi numerose segnalazioni inerenti alla presenza di iceberg e ghiacci sulla loro rotta, ma la maggior parte di questi messaggi (alcuni dei quali di vitale importanza) non giunse mai alla plancia di comando e il comandante Edward Smith non ne venne informato.
La sera del 14 aprile 1912, Bride andò a letto presto in quanto avrebbe dovuto sostituire a mezzanotte (quindi due ore prima del previsto) Phillips, che nel frattempo stava inviando i messaggi dei passeggeri a Capo Race. Prima che Bride subentrasse al suo superiore, alle 23:40, il Titanic si trovò di fronte un iceberg e, nonostante una veloce manovra evasiva, lo urtò causando una serie di falle sul lato di dritta. La nave sarebbe naufragata di lì a poco, il comandante Smith diede il compito ai due giovani ufficiali di inviare messaggi di richiesta di soccorso alle navi più vicine, utilizzando il segnale in codice Morse CQD. Mentre Phillips inviava i segnali, Bride scherzò con il collega dicendogli di utilizzare il nuovo segnale "SOS" perché probabilmente sarebbe stata l'ultima volta che avrebbe avuto la possibilità di farlo, cosa che Phillips fece. L'SOS, introdotto nel 1908 ma fino ad allora pressoché mai usato, venne adottato ufficialmente dopo il naufragio del Titanic, a partire dal 1914.
La nave più vicina con cui Phililps dialogò fu il Carpathia, che però era distante dalla loro posizione ben 58 miglia nautiche, quindi a quattro ore di navigazione, mentre il Titanic non sarebbe rimasto a galla per più di due ore. Phillips continuò a inviare messaggi ad altre navi, ma la potenza del segnale stava diminuendo a causa dell'acqua che stava invadendo i corridoi della nave. A disturbare l'invio dei messaggi, oltre al segnale debole, ci si mise anche un fuochista che tentò di rubare il giubbotto di salvataggio al concentrato Phillips. I due riuscirono a immobilizzare l'uomo.
Verso le 02:00 il comandante Smith, giunto nella sala radio, li sollevò dall’incarico dando loro la possibilità di salvarsi. La nave era già inclinata e l'acqua stava raggiungendo anche la loro postazione. Bride e Phillips corsero verso il ponte ma si persero nella folla; fu l'ultima volta che Bride vide il collega in vita. Entrambi raggiunsero a nuoto la zattera pieghevole B, rovesciata e sulla quale il secondo ufficiale Charles Lightoller aveva fatto disporre due file di naufraghi, ma Philips non ebbe la stessa fortuna di Bride, in quanto morì di ipotermia nei pressi di essa, mentre Bride riuscì a salirvi, pur ritrovandosi i piedi gravemente schiacciati e congelati.
Gli occupanti della zattera B furono trasferiti sulle lance di salvataggio numero 4 e numero 12, tratti in salvo dal Carpathia poche ore dopo assieme agli altri superstiti, in tutto 705 su 2.228 persone a bordo. Bride, una volta ristabilitosi fisicamente, si recò nella sala radio del Carpathia ad aiutare il collega Harold Cottam a comunicare le identità dei sopravvissuti alle autorità e ai loro parenti per rassicurarli. Bride e Cottam rimasero poi in contatto per molti anni.

### Dopo il naufragio delTitanic
Dopo il naufragio del Titanic, Bride testimoniò nelle inchieste britanniche e statunitensi riguardo all'evento, descrivendo dettagliatamente gli avvenimenti di quella notte. 
Il 10 aprile 1920 si sposò con Lucy Downie, da cui ebbe tre figli: Lucy (1921), John (1924) e Jeanette (1929). Dopo il naufragio del Titanic riprese a lavorare come operatore telegrafico, prima sul piroscafo Medina nell'agosto 1912 e poi sulla Mona's Isle durante la prima guerra mondiale. Harold e Lucy si trasferirono a Glasgow, in Scozia, dove Bride divenne un commerciante.
Morì di cancro ai polmoni il 29 aprile 1956, all'età di 66 anni. Dopo i funerali, il suo corpo venne cremato e le ceneri sparse nella cappella del cimitero crematorio di Glasgow.

## Trasposizioni cinematografiche e televisive
Bride è stato interpretato da David McCallum nel film del 1958 Titanic, latitudine 41 nord, da Peter Bourke nel film TV S.O.S. Titanic del 1979, da Barry Pepper nella miniserie televisiva Titanic del 1996 e da Craig Kelly nel colossal Titanic del 1997.